# Семёнов, Владимир Фёдорович
Владимир Фёдорович Семёнов (1923—1985) — заместитель командира эскадрильи 976-го истребительного авиационного полка 259-й истребительной авиационной дивизии 3-й воздушной армии 1-го Прибалтийского фронта, старший лейтенант. Герой Советского Союза.

## Биография
Родился 22 сентября 1923 года в городе Кострома в семье рабочего. Русский. Член ВКП(б)/КПСС с 1944 года. Окончил 10 классов и аэроклуб.
В Красной Армии с 1941 года. В 1942 году окончил Краснодарскую военно-авиационную школу пилотов. Около года служил лётчиком-инструктором.
Участник Великой Отечественной войны с июля 1943 года. Сражался на Калининском, Западном, 1-м Прибалтийском и 3-м Белорусском фронтах.
17 ноября 1943 года отличился при штурмовке эшелонов на станции Городок, когда в результате эффективного удара шестерки его «яков» сгорел немецкий эшелон с горючим.
Заместитель командира эскадрильи 976-го истребительного авиационного полка старший лейтенант Владимир Семёнов к сентябрю 1944 года совершил 220 боевых вылетов и сбил 16 самолётов противника.
Указом Президиума Верховного Совета СССР от 23 февраля 1945 года за образцовое выполнение боевых заданий командования на фронте борьбы с немецко-фашистскими захватчиками и проявленные при этом мужество и героизм старшему лейтенанту Семёнову Владимиру Фёдоровичу присвоено звание Героя Советского Союза с вручением ордена Ленина и медали «Золотая Звезда».
Всего за годы войны В. Ф. Семёнов совершил 360 боевых вылетов, в 78 воздушных боях сбил лично 20 самолётов противника.
После войны продолжал службу в ВВС СССР. В 1952 году майор Семёнов окончил Военно-воздушную академию. Жил в городе-герое Москве.
Скончался 21 ноября 1985 года. Похоронен в Москве на Востряковском кладбище.
Награждён орденом Ленина, тремя орденами Красного Знамени, тремя орденами Отечественной войны 1-й степени, двумя орденами Красной Звезды, медалями.

Могила Семёнова на Востряковском кладбище Москвы.